# Gli amanti del Pacifico
Gli amanti del Pacifico (Blaue Jungs) è un film del 1957 diretto da Wolfgang Schleif.